# Jorge Cardoso (guitarrista)
Jorge Cardoso (Posadas, Argentina, 26 de janeiro de 1949 (76 anos)) é um guitarrista argentino, compositor, investigador, médico e professor de guitarra.
Ele completou os seus estudos musicais no Real Conservatório Superior de Música de Madrid (es) e, em 1973, seus estudos de medicina na Universidade Nacional de Córdoba.
Jorge fez inúmeras gravações e trabalhos publicados, tais como Science and Method on Guitar Technique, editado em francês, japonês, espanhol, inglês, alemão e polonês.
Jorge Cardoso realizou concertos na Argentina, Bélgica, Chile, Costa Rica, Cuba, Checoslováquia, Finlândia, França, Alemanha, Holanda, Honduras, Itália, Japão, Luxemburgo, México, Marrocos, Paraguai, Polônia, Espanha, Suécia, Suíça, Turquia, Ucrânia, Reino Unido e Estados Unidos, e frequentemente participou de festivais e programas de rádio e televisão internacionais.
É o autor de mais de 400 obras para guitarra solo; duo (duas guitarras, guitarra e violino, violão e cravo). Suas obras são realizadas regularmente por guitarrista de todo o mundo e gravados por mais de 150 artistas, destacando os incluídos no CD de David Russel, Aire Latino (Telarc), vencedor do Grammy Award em 2004 para o melhor álbum de música clássica. Outra obra relacionada inclui suas transições e arranjos folclóricas de vários países da América do Sul, da Renascença e do Barroco.